# Raban Ruddigkeit

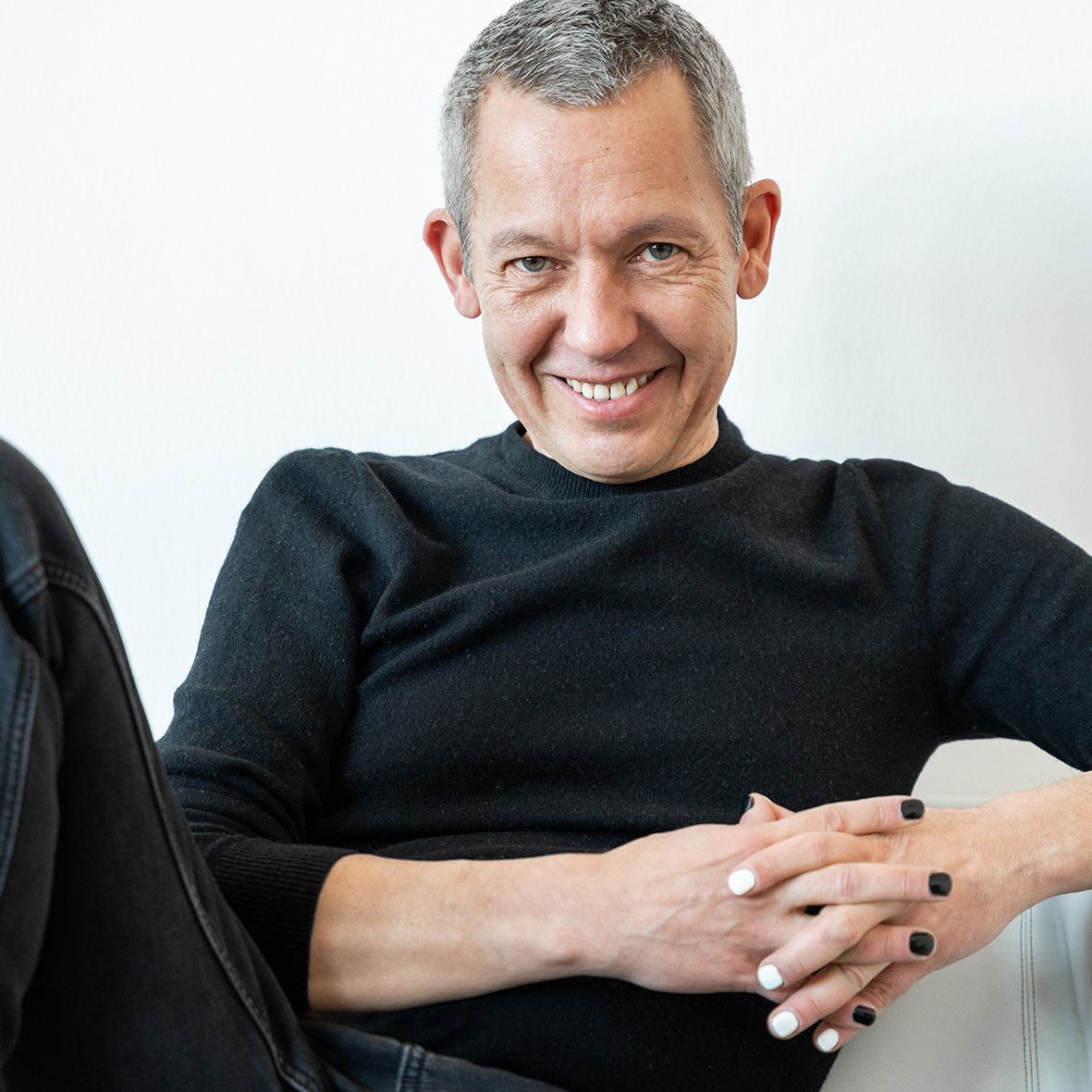
Raban Ruddigkeit (2025)

Raban Ruddigkeit (* 15. Mai 1968 in Leipzig) ist ein deutscher Illustrator, Designer, Herausgeber und Autor.

## Leben und Wirken
Raban Ruddigkeit ist ein Sohn des Malers Frank Ruddigkeit und der Germanistin Heidi Ruddigkeit (geb. Hupfer). Nach der Lehre zum Offsetdrucker (1984–1986) verbrachte er seine Zeit u. a. als Praktikant im Malsaal der Leipziger Theater. Er war Mitgründer und erster Art Direktor des Fanzines Messitsch. Nach dem Fall der Mauer war er an diversen Medien-Initiativen beteiligt, für die er auch als Gestalter arbeitete (D.A.Z., Connewitzer Kreuzer, Kreuzer). 1991 war er Chefredakteur des Kreuzers, der als Beilage der D.A.Z. erschien und aus dem das Stadtmagazin Kreuzer hervorging. Daneben zeichnete er in diesen Jahren unter dem Pseudonym „Der Rabe“ Comics (Marcel Mauer-Blüm und das sprechende Skateboard), illustrierte Bücher (Männer der Untat) und entwickelte Plakate und Designs für Kultur und Wirtschaft.
1996 ging er nach Berlin, wo er zunächst für die Werbeagentur Scholz & Friends arbeitete, bevor er sich wieder selbständig machte. Neben der Arbeit für Agenturen (u. a. Jung von Matt Main, Wächter & Wächter München) und Zeitschriften (Das Magazin) war er als Entwickler von Corporate Designs erfolgreich. Nach einigen Jahren in Frankfurt/Main und München zog es ihn 2008 wieder nach Berlin, wo er sein eigenes Atelier gründete. Hier verbindet er die Erfahrung als Gestalter mit den konzeptionellen Stärken des Marketings. Raban Ruddigkeit hat mehr als 150 nationale und internationale Preise gewonnen. Im Jahr 2012 wurde Ruddigkeits-Atelier vom Art Directors Club für Deutschland e.V. als „Rookie Agency Of The Year“ ausgezeichnet. Im Jahr 2016 wurde seine wöchentliche visuelle Kolumne in Der Tagesspiegel als Illustration des Jahres von der Lead Academy ausgezeichnet.
Mehrere Publikationen ergänzen seit Jahren die gestalterische Arbeit. Das Illustrations-Jahrbuch Freistil (Verlag Hermann Schmidt Mainz) erscheint unregelmäßig seit 2003. Die Kalender Typodarium und Photodarium werden von Raban Ruddigkeit gemeinsam mit Lars Harmsen herausgegeben. Im Frühjahr 2017 erschien der erste Berlin Design Digest, den er zusammen mit Robert Eysoldt herausgegeben hat, bei Slanted Publishers. Im Herbst 2019 erschien die erste Ausgabe von H-O-T Histories Of Tomorrow, für das ausschließlich Inhalte aus dem Internet in Print veredelt werden und bei dem Raban Ruddigkeit neben Lars Harmsen als Herausgeber & Kurator fungiert. Raban Ruddigkeit hat als Dozent an der HfG Offenbach, der UdK Berlin, der DAB Berlin, der MAD Hamburg und der Münster School of Design gearbeitet. Seit 2025 unterrichtet er an der Miami Ad School Europe.
Angelehnt an Anagramme hat er 2020 Wortbilder, die man von oben & unten gleichfalls lesen kann als Anagrafen veröffentlicht. In der Berliner Zeitung veröffentlicht er seit 2022 eine wöchentliche Kolumne unter dem Titel »Wortstoerung«, in der er ein aktuelles politisches Thema in einem Wortspiel und einer KI-Grafik verbindet. Seit Mai 2023 wird er von der ersten Agentur für KI-Kunst www.yesweprompt.de vertreten.

## Werke

### Veröffentlichungen
- Des Raben Wunderhorn, 1992, Comics, unter dem Pseudonym „Der Rabe“
- Männer der (Un)tat. Kurze Abhandlung über das Ritter-, Räuber- und Raubritterwesen. 1995, Illustrationen von Ruddigkeit
- Die Pfeffersäcke, die Verleger. 1996, Illustrationen von Ruddigkeit
- Rapport - Raban Ruddigkeit, 1988-2013.[9], 2013, Monografie
- Von erfolgreichen Designern lernen: Gutes Grafikdesign aus Deutschland. 2014, (mit 5 weiteren Autoren)
- Graphic Content, 2021, Grafische Kommentare & Designs von Raban Ruddigkeit, mit einem Vorwort von Holm Friebe

### Herausgeberschaft
- Freistil Illustrations-Jahrbuch, seit 2003 7 Ausgaben
- Typodarium und Photodarium, Kunstkalender
- mit Robert Eysoldt: Berlin Design Digest. 100 Projekte, Produkte und Prozesse, Slanted Publishers 2017
- H-O-T Histories Of Tomorrow, Das Beste aus Social Media, Blogs & Podcasts